# کفشک مالدیو
کفشک مالدیو (نام علمی: Marleyella maldivensis) نام یک گونه از راسته کفشک‌ماهی است.